# 国家宫 (蒙古国)

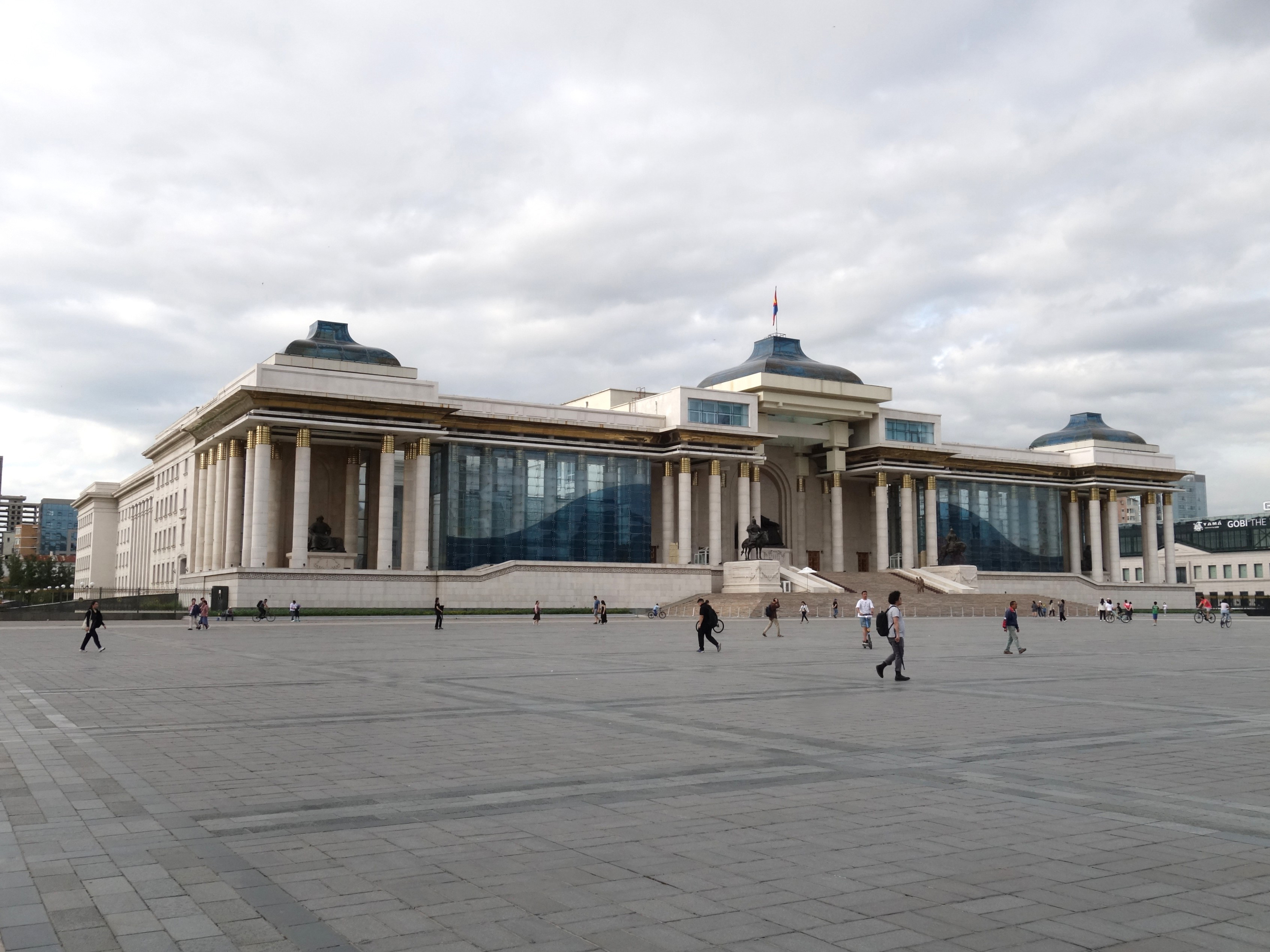
2023年的国家宫

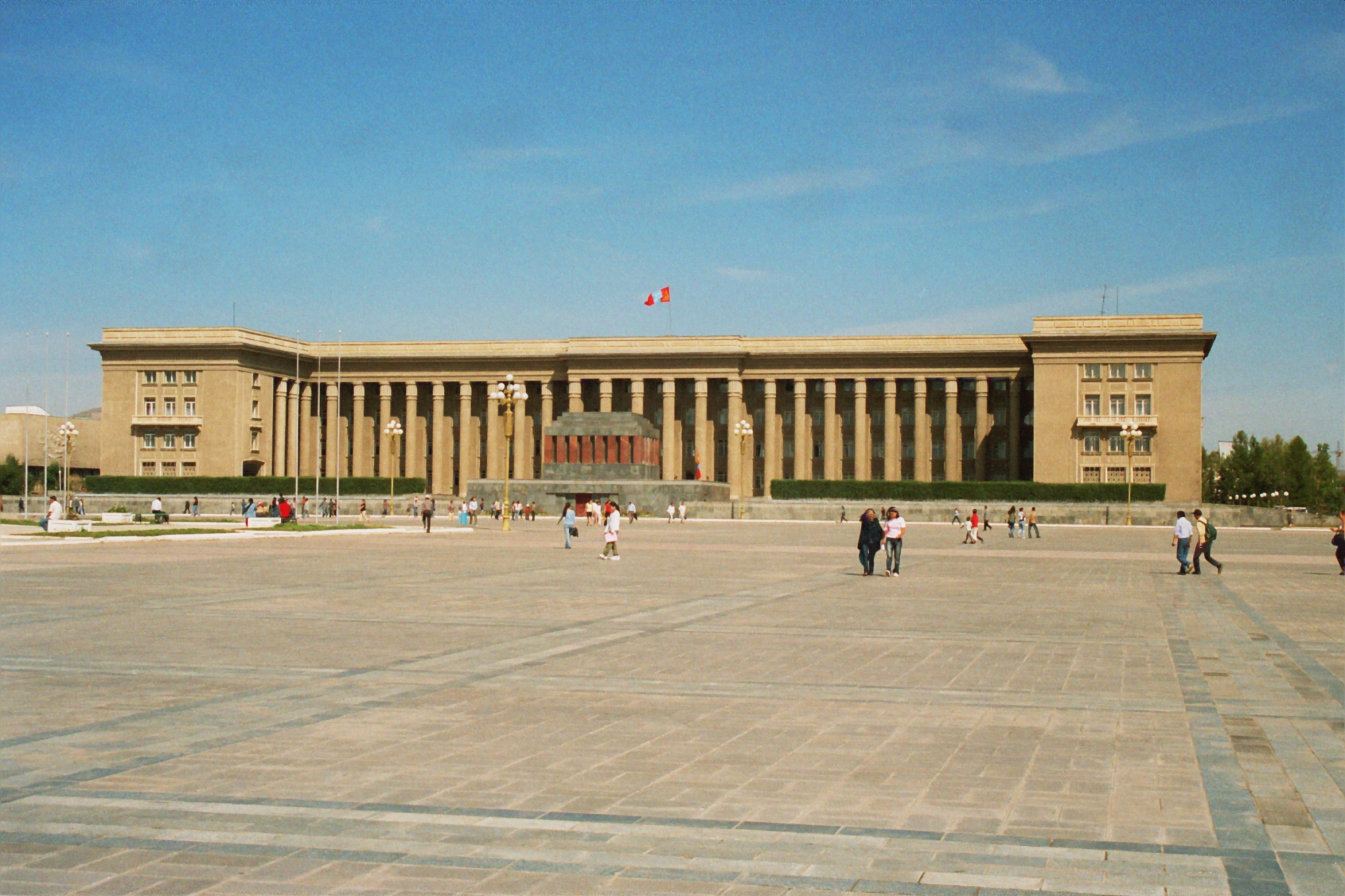
2005年的国家宫。其前为苏赫巴托尔墓

国家宫，原称政府大厦，是位于蒙古国首都乌兰巴托苏赫巴托尔广场正北侧的一座大型公共建筑。国家大呼拉尔（國會）、总统及总理办公室、国家大呼拉尔成员办公室等均在其内。蒙古国总统和总理另有官邸。

## 历史
国家宫始建于1950年代初，共4层。原来乌兰巴托人也称其为"Saaral Ordon"（意为“灰色宫殿”），因为其外墙颜色是灰色的。
2005年至2006年，该建筑经过了翻修和扩建，因为国家宫前方（南侧）的苏赫巴托尔墓被拆毁并被一座放置成吉思汗雕像的大厅取代。其他蒙古帝国历史上的汗以及将军的铜像也在该建筑中。扩建部分带有绿色玻璃穹顶，让人联想到传统的蒙古包。在翻修期间，主色调为灰色的该建筑被油漆成了白色。
自2012年8月26日起，国家宫中的国家礼仪宫每周末正式对外开放。同时，国家仪仗队的士兵会在国家宫正门前的成吉思汗雕像前举行行礼仪式。
總統及總理等政要並未居住在國家宮中，而是於元帥宮（Маршал харш，也称冬宮）或大天口國賓館（Их тэнгэр цогцолбор）兩處官邸擇一居住。

## 建筑
国家宫内设有国家礼仪宫、会谈大厅、文件签字厅、礼仪大厅、国家大呼拉尔大厅等。
- 国家礼仪宫：为一固定的大型蒙古包式建筑，设在国家宫的天井内。国家礼仪宫的内部陈设和一般蒙古包的内部陈设基本相同。国家礼仪宫是蒙古国总统礼节性会见外国国家元首等重要来客的场所，该建筑内可容纳大约20人。国家礼仪宫内的正后方即蒙古包内最尊贵之处立有成吉思汗的白玉雕像。会见时，主人、主宾分坐成吉思汗雕像的左、右两侧。在国家礼仪宫举行会见活动时，蒙古方面会用蒙古传统的酸马奶以及其他食品招待来客。[1]
- 会谈大厅：设在国家宫二层。[1]
- 文件签字厅：设在国家宫三层。[1]

## 九尾白纛旗

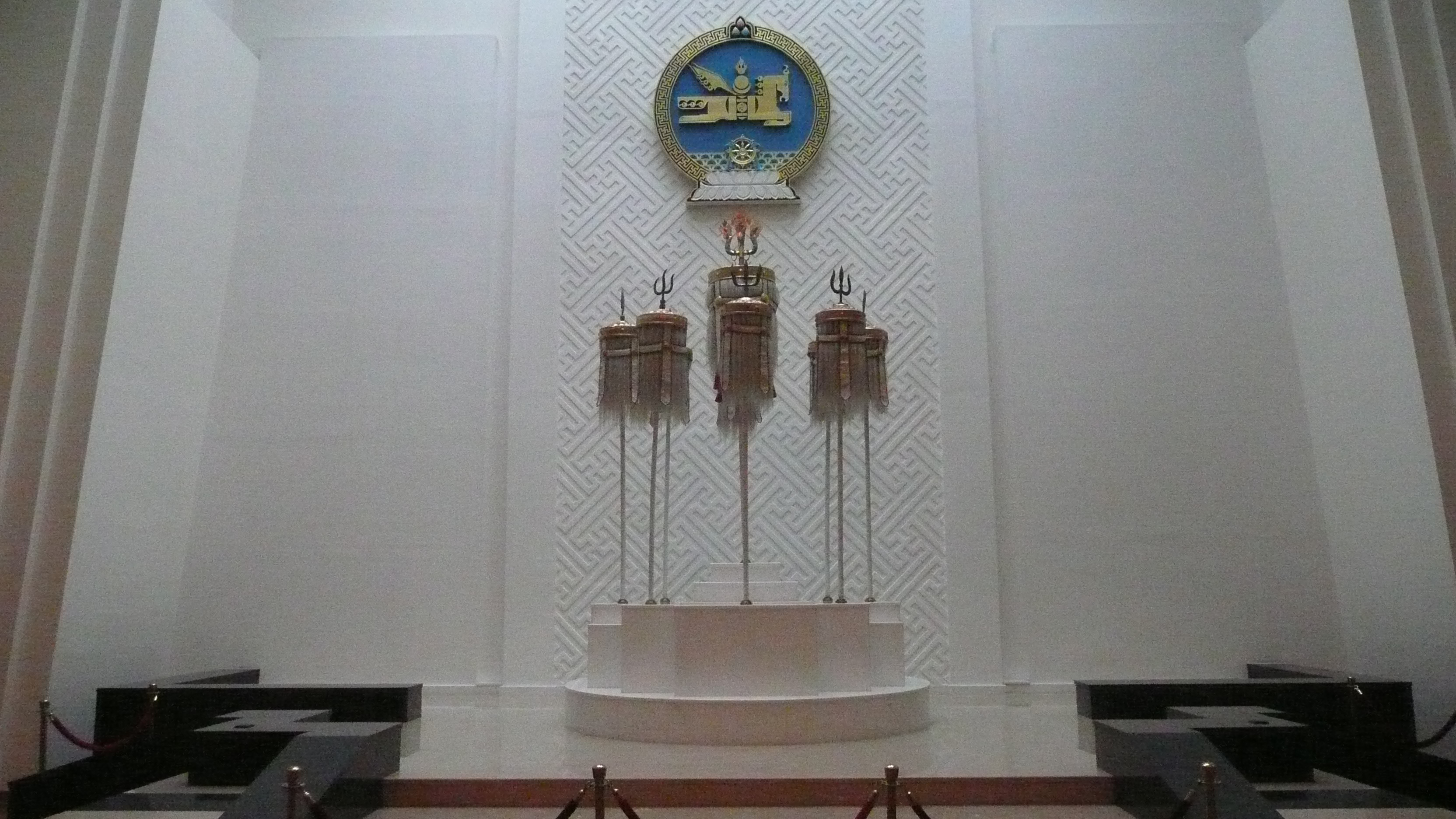
礼仪大厅中的九尾白纛旗

九根旗杆设在国家宫二层礼仪大厅正中。自二层的会谈大厅赴三层的文件签字厅时，即会途经设该旗的礼仪大厅。该旗每根外形类似三股叉，其上有一圆顶，下垂有九束以白马尾制成的缨，缨的规格及大小不等。
古代的蒙古人每逢大战之前必须祭祀战神，相信战神附在此旗上。成吉思汗时代，该种旗帜已流传很广，据称成吉思汗战斗时带有两匹白色的战马，一匹为其坐骑，另一匹专门负责运载该旗，因此成吉思汗每战必胜。如今，该旗和国旗、国徽同是国家权力的象征。每逢重大活动时，国家宫所存的这柄大型九尾白纛旗就会被请出。每年国庆那达慕的时候，此旗经国家仪仗队护送至那达慕会场，大会闭幕后运回国家宫安放。